# Edward Milner Holland
Sir Edward Milner Holland, britanski general, * 1902, † 1969.